# إستر غيريرو
إستر غيريرو (بالإسبانية: Esther Guerrero)‏ هي منافسة ألعاب القوى إسبانية، ولدت في 7 فبراير 1990 في بانيولاس في إسبانيا.

## وصلات خارجية
- إستر غيريرو على موقع الاتحاد الدولي لألعاب القوى (الإنجليزية)
- إستر غيريرو على موقع الاتحاد الأوروبي لألعاب القوى (الإنجليزية)
- إستر غيريرو على موقع الدوري الماسي (الإنجليزية)
- إستر غيريرو على موقع اللجنة الأولمبية الدولية (الإنجليزية)
- إستر غيريرو على موقع أوليمبيديا (الإنجليزية)
- إستر غيريرو على موقع اللجنة الأولمبية الإسبانية (الإسبانية)